# Spiez
Spiez – miasto i gmina (niem. Einwohnergemeinde) w Szwajcarii, w kantonie Berno, w regionie administracyjnym Oberland, w okręgu Frutigen-Niedersimmental. Leży na południowym brzegu jeziora Thunersee.

## Demografia
W Spiez mieszka 12 926 osób. W 2020 roku 11,8% populacji gminy stanowiły osoby urodzone poza Szwajcarią.

## Transport
Przez teren miasta przebiegają autostrady A6 i A8 oraz drogi główne nr 6, nr 11, nr 223 i nr 227. 
Znajduje się tutaj również stacja kolejowa Spiez. 